# Henrik Brenner
Henrik Brenner, född 13 september 1669 i Kronoby, död 29 augusti 1732 i Stockholm, var en svensk orientalist. Han var kusin till Elias Brenner.
Brenner föddes i Kronoby socken, Österbotten. Han var av släkten Brenner, son till Jakob Henriksson Brenner och dennes hustru Brita Måntesdotter Gammal. Han studerade vid Uppsala universitet, och promoverades 1691 till filosofie magister. Han hade under sin studietid visat så goda kunskaper i de österländska språken, att han 1697 utsågs till biträde åt ambassadören Ludvig Fabritius på hans beskickning till Persien. Kvarlämnad där, för att efter ett par år medfölja persiske legaten Sarug Khan-Beg på hans resa till Sverige, gjorde han sig ännu mer förtrogen med Österlandets språkidiom och förskaffade sig en mängd sällsynta handskrifter i armeniska, persiska och georgiska historien. Då de resande på väg till Sverige, 1700 inkommit i Ryssland, var freden bruten mellan de båda rikena, varför Brenner, som antogs medföra politiska underrättelser, blev gripen i Moskva och kvarhållen i 22 år. Slutligen återkommen till Sverige utnämndes han 1723 till kunglig bibliotekarie.